# 連署
連署（れんしょ）は、鎌倉幕府の役職。執権の補佐役であり執権に次ぐ重職で、実質上の「副執権」である。幕府の公文書に執権と連名で署名したためにこの名がある。執権複数制とも称される。

## 概要
嘉禄元年（1225年）、北条泰時が叔父の北条時房を任命したのが最初。貞応3年（1224年）、北条義時の死去の直後、北条政子の発案によって設置されたと『吾妻鏡』に記されており、長らく信じられてきたが、上横手雅敬によって連署の設置は政子の死後に行われたことが論証された。『明月記』によると同年7月13日の時点で時房は再入京しており、翌嘉禄元年（1225年）6月15日まで六波羅探題として在京して活動している。その間の時期の関東下知状は泰時の単独署判で発給されており、時房が泰時と並んで連署を行うのは嘉禄元年に鎌倉に下向してからのことであるため、時房の連署就任は実際には嘉禄元年6月以降と考えられる。発足当初は連署という職名は存在せず、初代連署であった時房もまた「執権」として扱われており、鎌倉幕府には「両執権体制」が敷かれていた。表面上、泰時と時房は同じ執権として対等な関係にあったが、実質的には泰時の権限の方が優越していたという。しかし、名目上とはいえ、複数の執権体制が置かれたことは、合議制を尊重する泰時の姿勢、信条の反映であった。また、長又高夫は時房との執権二人制のみならず、執権の役職そのものが合議制の成立に伴って泰時によって創られたもので、軍営御後見（将軍の後見人）であった泰時に実権はあったものの、政所別当の筆頭に時房を据えて自らは次席の別当に就くなど、一族内の基盤が強いとは言えなかった泰時は時房に敬意を尽くすことで一族の求心力を維持したとしている。一方で、石井清文は義時死後の時房の動向を検証し、上横手説には時房の鎌倉滞在時期についての誤りがあり（特に元仁2年（1225年）正月の時房による垸飯について説明できないとする）、やはり政子の発案であったと考えるべきであるとする見解を示すと共に、政子死去以前には泰時と時房の間で権力闘争が起きていた可能性を指摘している。これに対して森幸夫は、市河文書の中に泰時が時房の家臣本間氏に対して鎌倉武士の人事について書き送った貞応3年11月13日付書状があることから、もし泰時と時房がともに鎌倉にいるならわざわざ書状を送る必要はないため、やはりこの時点でも時房は在京していたとして上横手説を支持している。時房はこの時期、六波羅探題の職務を務めながら在京御家人のように京と鎌倉を往復していたとする推測もある。
7代執権を務めた後、連署に再任した北条政村が連署在任中に死去した際、肥後の菊池武房が、「連署が亡くなられたので鎌倉に参上したいのだが異国のことがあるため行けないので代理を派遣する」という趣旨の書状を鎌倉に送っており、連署が亡くなると地方の有力豪族が弔慰のために鎌倉に参上することが慣行となっていたようである。それは同時に、幕政における連署の強い影響力を示唆している。
通常、北条氏一門の中の有力者が就任した。連署は武蔵守に任官され、相模守となった執権と共に「両国司」（『沙汰未練書』）と呼ばれた。

## 鎌倉幕府の連署一覧
注：日付は旧暦
1. 北条時房 貞応3年（1224年）6月28日 または 嘉禄元年（1225年）6月15日以降～仁治元年（1240年）1月24日 〈北条氏[9]〉
2. 北条重時 宝治元年（1247年）7月27日～康元元年（1256年）3月11日 〈得宗家、極楽寺流祖〉
3. 北条政村 康元元年（1256年）3月30日～文永元年（1264年）8月11日 〈得宗家、政村流祖〉→執権→連署再任。
4. 北条時宗 文永元年（1264年）8月11日～文永5年（1268年）3月5日 〈得宗〉→執権
5. 北条政村（再任） 文永5年（1268年）3月5日～文永10年（1273年）5月27日
6. 北条義政 文永10年（1273年）6月17日～建治3年（1277年）4月4日 〈極楽寺流、塩田流祖〉
7. 北条業時 弘安6年（1283年）4月16日～弘安10年（1287年）6月18日 〈極楽寺流、普恩寺流祖〉
8. 大仏宣時 弘安10年（1287年）8月19日～正安3年（1301年）8月23日 〈大仏流[9]〉
9. 北条時村 正安3年（1301年）8月23日～嘉元3年（1305年）4月23日 〈政村流〉　 嘉元の乱で討たれる。
10. 大仏宗宣 嘉元3年（1305年）7月22日～応長元年（1311年）10月3日 〈大仏流〉→執権
11. 北条煕時 応長元年（1311年）10月3日～正和元年（1312年）6月2日 〈政村流〉→執権
12. 金沢貞顕 正和4年（1315年）7月12日～嘉暦元年（1326年）3月16日 〈金沢流〉→執権
13. 北条維貞 嘉暦元年（1326年）4月24日～嘉暦2年（1327年）9月7日 〈大仏流〉
14. 北条茂時 元徳2年（1330年）7月9日～元弘3年（1333年）5月22日 〈政村流〉　鎌倉幕府滅亡。

## 鎌倉幕府以降の連署
鎌倉幕府滅亡後、武家社会では連署という職名はほとんどみることができないが、本署をする責任者の隣りに連署する者を加判、加判衆などと呼んだ。